# 偏三甲苯
偏三甲苯（1,2,4-Trimethylbenzene）是一种无色液体，化学式C9H12，是三甲苯三种同分异构体之一。 偏三甲苯存在于煤焦油和石油（约3％），几乎不溶于水，溶于乙醇，乙醚和苯；易燃，具有强烈气味。
在工业上，偏三甲苯从石油分馏的碳九芳烃馏分中分离提取，该馏分中含有大约40％的偏三甲苯。

## 应用
偏三甲苯溶解在矿物油中应用于液态闪烁体，也同于生产消毒剂，染料，香料，和树脂。偏三甲苯另一个主要的用途是作汽油添加剂。